# Aeropuerto de Murcia-San Javier
Luchthaven Murcia-San Javier (Spaans: Aeropuerto de Murcia-San Javier, Catalaans/Valenciaans: Aeroport de Múrcia-San Javier) is een militaire vliegbasis en luchthaven voor de burgerluchtvaart in de autonome regio Murcia, gevestigd in het stadje San Javier. Het is na Luchthaven Alicante de belangrijkste luchthaven van de regio Murcia ondanks dat de luchthaven van Alicante in een andere provincie ligt. De luchthaven heeft een sterk stijgend passagiersaantallen: in 1995 waren het er 88.608, en in 2009 dit er 1.630.680 personen en bedient vooral de steden Murcia en Cartagena.
Vanaf januari 2019 verhuisden de lijnvluchten naar de gloednieuwe luchthaven van Corvera en stopten de meeste burgerluchtvaart activiteiten in San Javier.